# Mézières-sur-Couesnon
Mézières-sur-Couesnon (en bretó Magoerioù-ar-C'houenon, en gal·ló Maézierr) és un municipi francès, situat a la regió de Bretanya, al departament d'Ille i Vilaine. L'any 2006 tenia 1.164 habitants. Limita amb els municipis de Saint-Ouen-des-Alleux, Saint-Marc-sur-Couesnon, Saint-Jean-sur-Couesnon, Saint-Aubin-du-Cormier, Gahard i Vieux-Vy-sur-Couesnon.

## Demografia
| 1962                                       | 1968 | 1975 | 1982 | 1990 | 1999 |
| ------------------------------------------ | ---- | ---- | ---- | ---- | ---- |
| 1.007                                      | 962  | 881  | 816  | 807  | 822  |
| Des de 1962: població sense dobles comptes |      |      |      |      |      |

## Administració
| Període | Identitat     | Partit |
| ------- | ------------- | ------ |
| 2001-   | Philippe Dolo |        |